# Nicolaas Hartsoeker

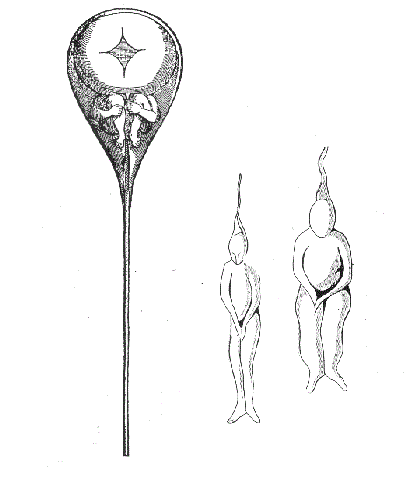
Hartsoeker veronderstelde dat in de kop van de spermacel "een klein mensje" zat

Nicolaas Hartsoeker (Gouda, 26 maart 1656 - Utrecht, 10 december 1725) was een Nederlands embryoloog, astronoom, wis- en natuurkundige die onder andere publiceerde over de licht- en kleurtheorie. Hij werd bekend door zijn theorie omtrent spontane generatie en de uitvinding van de schroefmicroscoop. In tegenstelling tot Marcello Malpighi, Jan Swammerdam en Antonio Vallisnieri ging Hartsoeker uit van sperma als drager. Hij en zijn medestanders konden daardoor nauwelijks verklaren waarom een kind ook op de moeder leek.

## Biografie

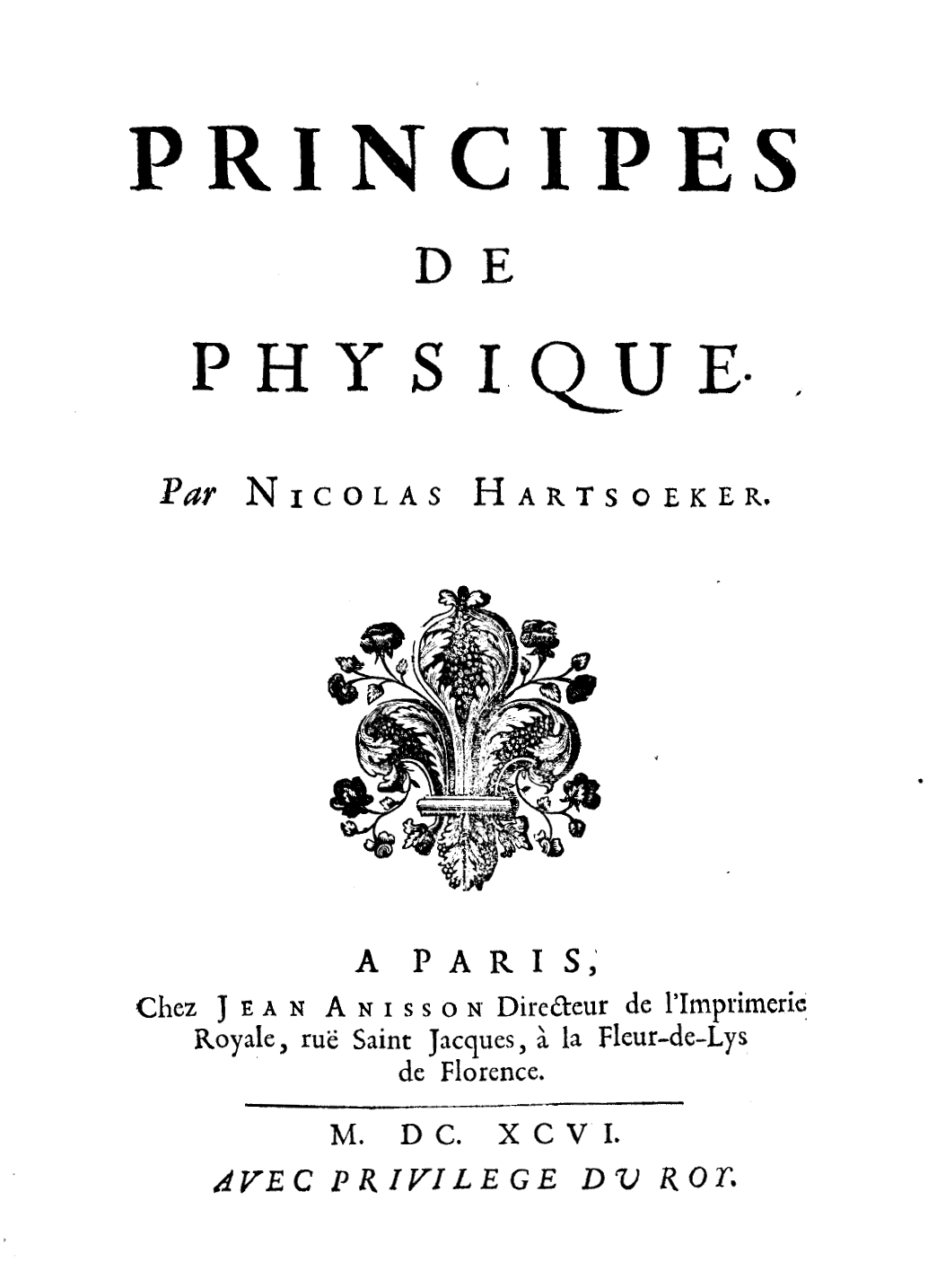
Principes de physique, 1696

Nicolaas was de zoon Christiaan Hartsoeker (1626-1683), een Remonstrantse dominee in Moordrecht, Alkmaar en Rotterdam. Hij was gefascineerd door microscopen en bracht op zijn zestiende een bezoek aan Antoni van Leeuwenhoek. In 1678 bracht hij een bezoek aan Parijs als assistent van Christiaan Huygens, die hem aan Franse geleerden, zoals Nicolas Malebranche en Giovanni Cassini voorstelde. Tussen 1684 en 1698 woonde hij daar met zijn vrouw en verkocht lenzen en microscopen.
Hartsoeker verbeterde een telescoop. Hij voorspelde dat het binnen afzienbare tijd realiteit zou worden maanmannetjes te kunnen zien. In 1696 was hij terug in Holland. 
Hartsoeker werd in 1699 benoemd als lid van de Franse Academie van Wetenschappen. In 1703 van de Pruisische Academie (1703), op uitnodiging van Leibniz. Hij gaf les aan Johan Willem van de Palts, en verkreeg een eredoctoraat aan de Universiteit van Heidelberg. Hartsoeker publiceerde evenals Van Leeuwenhoek over de cochenilleluis.

## Werken
- Essai de dioptrique, 1694
- Principes de physique, 1696
- Traité de physique, 1696.

- Bibsys: 99006899
- Bibliothèque nationale de France: cb13010358x (data)
- Biografisch Portaal: 58205252
- Catàleg d'autoritats de noms i títols de Catalunya: 981060742571806706
- CiNii: DA17607442
- Gemeinsame Normdatei: 124799361
- International Standard Name Identifier: 0000 0000 6300 7622
- Library of Congress Control Number: n85802564
- Nationale Bibliotheek van Tsjechië: ntk20241218424
- Nationale bibliotheek van Australië: 35509041
- Nederlandse Thesaurus van Auteursnamen: 070076022
- Réseau des bibliothèques de Suisse occidentale: 02-A003351068
- Istituto Centrale per il Catalogo Unico: UFIV122757
- LIBRIS: 317135
- SNAC: w6gx7vf9
- Système universitaire de documentation: 07447894X
- Trove: 978829
- Virtual International Authority File: 71525600
- WorldCat: E39PBJqBthv9hBkGGYtt86gR8C